# Rhinobatiformes
Poissons-guitare
Ordre
Les Rhinobatiformes sont un ordre de poissons communément appelés Poissons-guitare.
Cet ordre n'est pas reconnu par FishBase qui classe toutes ces espèces dans l'ordre des Rajiformes.

## Systématique
L'ordre des Rhinobatiformes est attribué, en 1837, à Johannes Peter Müller (1801-1858) et Friedrich Henle (1809-1885).

## Liste des familles
- famille Platyrhinidae Jordan, 1923 (non reconnue par FishBase qui place ces genres dans Rhinobatidae).
  - genre Platyrhina Müller & Henle, 1838
    - espèce Platyrhina sinensis (Bloch & Schneider, 1801)

  - genre Platyrhinoidis Garman, 1881
    - espèce Platyrhinoidis triseriata (Jordan & Gilbert, 1880)
- famille Rhinobatidae Müller & Henle, 1837
  - genre Aptychotrema Norman, 1926
    - espèce Aptychotrema bougainvillii (Müller & Henle, 1841)
    - espèce Aptychotrema rostrata (Shaw in Shaw & Nodder, 1794)
    - espèce Aptychotrema vincentiana (Haacke, 1885)

  - genre Rhinobatos Linck, 1790
    - beaucoup d'espèces

  - genre Trygonorrhina Müller & Henle, 1838
    - espèce Trygonorrhina fasciata Müller & Henle, 1841
    - espèce Trygonorrhina guanerius Whitley, 1932
    - espèce Trygonorrhina melaleuca Scott, 1954

  - genre Zapteryx Jordan and Gilbert, 1880
    - espèce Zapteryx exasperata (Jordan & Gilbert, 1880)
    - espèce Zapteryx xyster Jordan & Evermann, 1896
- famille Zanobatidae Fowler, 1928 (non reconnue par FishBase qui place ces genres dans Rhinobatidae)
  - genre Zanobatus Garman, 1913
    - espèce Zanobatus atlantica (Chabanaud, 1928)
    - espèce Zanobatus schoenleinii (Müller & Henle, 1841)